# Le P'tit Tony
Pour plus de détails, voir Fiche technique et Distribution.
Le P'tit Tony (titre original : Kleine Teun) est un film néerlandais réalisé par Alex van Warmerdam, sorti en 1998.

## Fiche technique
- Titre original : Kleine Teun
- Titre français : Le P'tit Tony
- Réalisation : Alex van Warmerdam
- Scénario : Alex van Warmerdam
- Photographie : Marc Felperlaan
- Musique : Alex van Warmerdam
- Production : Patricia McMahon, Ton Schippers, Alex van Warmerdam et Marc van Warmerdam
- Pays d'origine : Pays-Bas
- Genre : comédie dramatique
- Date de sortie : 1998

## Distribution
- Alex van Warmerdam : Brand
- Annet Malherbe : Keet
- Ariane Schluter : Lena
- Sebastiaan te Wierik : P'tit Tony